# Krukanice
Krukanice jsou část obce Pernarec v okrese Plzeň-sever v Plzeňském kraji. Je zde evidováno 21 adres. V roce 2011 zde trvale žilo 33 obyvatel.
Krukanice jsou také název katastrálního území o rozloze 5,87 km².

## Historie
První písemná zmínka o vesnici pochází z roku 1197.

## Obyvatelstvo
| Rok            | 1869 | 1880 | 1890 | 1900 | 1910 | 1921 | 1930 | 1950 | 1961 | 1970 | 1980 | 1991 | 2001 | 2011 | 2021 |
| -------------- | ---- | ---- | ---- | ---- | ---- | ---- | ---- | ---- | ---- | ---- | ---- | ---- | ---- | ---- | ---- |
| Počet obyvatel | 67   | 73   | 61   | 83   | 76   | 85   | 97   | 82   | 89   | 150  | 75   | 67   | 54   | 33   | 42   |
| Počet domů     | 6    | 6    | 6    | 10   | 11   | 10   | 12   | 13   | 13   | 28   | 19   | 19   | 20   | 18   | 20   |

## Pamětihodnosti
- Krukanický zámek stojí na východním okraji hospodářského dvora. Postaven byl v barokním slohu během osmnáctém století jako centrum panství, které patřilo tepelskému klášteru. Od osmdesátých let dvacátého století nebyl využíván a chátrá.[9]
- Socha svatého Jana Nepomuckého
- Boží muka